# Pentium D
Il Pentium D è stato il primo processore dual core prodotto da Intel e dedicato al settore Desktop. Esso era in pratica un doppio core Prescott integrato nello stesso package. Nella sua prima versione era basato sul core Smithfield, poi sostituito dal più evoluto Presler.
Il Pentium D, inoltre, è stato il primo processore a supportare il DCTP-IP, tecnologia necessaria al Digital rights management.
La sua caratteristica principale risiedeva nel fatto di essere il primo processore dual core commercializzato da Intel, e il suo lancio venne seguito dopo solo pochi giorni da quello dell'Athlon 64 X2 prodotto da AMD.
In realtà il Pentium D non è stato il primo microprocessore dual core arrivato sul mercato: già IBM con i suoi PowerPC aveva raggiunto questo traguardo un paio di anni prima, e altri produttori avevano seguito la sua strada, ma l'avvento del Pentium D segnò comunque un'epoca, in quanto praticamente solo Intel e AMD si contendono ancora oggi la grossa fetta del mercato di massa dei microprocessori con architettura x86.

## Nascita del progetto
Al momento del lancio di tale CPU, erano ormai due anni che le frequenze dei processori erano praticamente ferme. Dopo anni in cui queste ultime erano cresciute vertiginosamente, con le presentazioni di nuovi modelli ogni circa 2 mesi con 200 MHz di salto, si era arrivati velocemente ai 3 GHz e sorsero i problemi. Il passaggio ai 90 nm non dette i risultati sperati, e l'avvento del core Prescott per i Pentium 4 fu molto travagliato e non privo di difficoltà e delusioni. AMD aveva abbandonato la "corsa ai GHz" già da diverso tempo e Intel si era trovata costretta a fare altrettanto, migliorando l'efficienza dell'architettura e sviluppando il calcolo parallelo.
In fondo la strategia intrapresa si basava su una considerazione piuttosto semplice: se non si riesce ad aumentare la velocità con cui si esegue un'operazione, per aumentare le prestazioni bisogna aumentare il numero di operazioni che si possono compiere nell'unità di tempo, e il continuo affinamento dei processi costruttivi e la miniaturizzazione consentirono di imboccare questa nuova via. A questo proposito, nel 2007 arrivarono anche le architetture a 4 core e la tendenza nel tempo sarà quella di aumentarne sempre più il numero.

## Il concorrente Athlon 64 X2
Anche AMD presentò i primi esemplari di processore dual core, ma a differenza di Intel riuscì a mantenere la stessa frequenza di clock delle controparti single core e quindi chi acquistava uno di questi processori non notava un calo di prestazioni con applicazioni non ottimizzate; inoltre il System Request Interface (SRI) utilizzato da AMD per far comunicare i 2 core aveva prestazioni nettamente superiori al bus di Intel. A questo si aggiunse anche il fatto che mentre per poter far funzionare un Pentium D era necessario l'acquisto di una nuova motherboard basata sui chipset i955X o i945P, per poter utilizzare un Athlon 64 X2 era sufficiente un aggiornamento del BIOS.
Intel però la spuntò sul fronte dei prezzi, che per i Pentium D si discostavano poco da quelli dei Pentium 4, mentre AMD scelse una strategia meno aggressiva continuando a proporre ai videogiocatori più incalliti, come modello di punta, ancora l'Athlon 64 FX single core ritenendo ancora prematuro l'ingresso dei dual core nel mondo gaming, visto che in quel momento i giochi non si avvantaggiavano di più di un core ma solo della frequenza operativa.

## Caratteristiche principali

### Smithfield
Il primo Pentium D arrivato sul mercato era basato sul Smithfield, che fondamentalmente era formato da due core Pentium 4 Prescott integrati nello stesso package. Aveva una cache L2 di 2 MB equamente suddivisa tra i 2 core, e condivideva con l'ultima evoluzione di Prescott tutte le tecnologie accessorie, tra cui il processo costruttivo a 90 nm e le istruzioni SSE, SSE2, SSE3, EM64T, SpeedStep.
Nella versione Pentium Extreme Edition veniva integrato anche il supporto Hyper-Threading.

### Presler
Il successore di Smithfield fu Presler, arrivato sul mercato nel gennaio 2006. Era costruito a 65 nm ed era il primo processore Intel dual core con i due core distinti sul package. Le frequenze erano leggermente più alte di Smithfield, dai 2,8 GHz ai 3,4 GHz inizialmente, ma successivamente ne venne presentata una versione a 3,6 GHz. Si trattava inoltre dell'ultimo processore Intel basato sull'architettura NetBurst del Pentium 4.

## Modelli
La tabella seguente mostra tutti i modelli di Pentium D arrivati sul mercato. Molti di questi condividono caratteristiche comuni pur essendo basati su diversi core; per questo motivo, allo scopo di rendere maggiormente evidente tali affinità e "alleggerire" la visualizzazione alcune colonne mostrano un valore comune a più righe. Di seguito anche una legenda dei termini (alcuni abbreviati) usati per l'intestazione delle colonne:
- Nome Commerciale: si intende il nome con cui è stato immesso in commercio quel particolare esemplare.
- Data: si intende la data di immissione sul mercato di quel particolare esemplare.
- N°C.: sta per "N°Core" e si intende il numero di core montati sul package: 1 se "single core" o 2 se "dual core".
- Socket: lo zoccolo della scheda madre in cui viene inserito il processore. In questo caso il numero rappresenta oltre al nome anche il numero dei pin di contatto.
- Clock: la frequenza di funzionamento del processore.
- Molt.: sta per "Moltiplicatore" ovvero il fattore di moltiplicazione per il quale bisogna moltiplicare la frequenza di bus per ottenere la frequenza del processore.
- Pr.Prod.: sta per "Processo produttivo" e indica tipicamente la dimensione dei gate dei transistor (180 nm, 130 nm, 90 nm) e il numero di transistor integrati nel processore espresso in milioni.
- Voltag.: sta per "Voltaggio" e indica la tensione di alimentazione del processore.
- Watt: si intende il consumo massimo di quel particolare esemplare.
- Bus: frequenza del bus di sistema.
- Cache: dimensione delle cache di 1º e 2º livello.
- XD: sta per "XD-bit" e indica l'implementazione della tecnologia di sicurezza che evita l'esecuzione di codice malevolo sul computer.
- 64: sta per "EM64T" e indica l'implementazione della tecnologia a 64 bit di Intel.
- HT: sta per "Hyper-Threading" e indica l'implementazione della esclusiva tecnologia Intel che consente al sistema operativo di vedere 2 core logici.
- ST: sta per "SpeedStep Technology" ovvero la tecnologia di risparmio energetico sviluppata da Intel e inserita negli ultimi Pentium 4 Prescott serie 6xx per contenere il consumo massimo.
- VT: sta per "Vanderpool Technology", la tecnologia di virtualizzazione che rende possibile l'esecuzione simultanea di più sistemi operativi differenti contemporaneamente.
- Core: si intende il nome in codice del progetto alla base di quel particolare esemplare.

| Nome Commerciale | Data           | Socket | N°C. | Clock    | Molt. | Pr.Prod.       | Voltag. | Watt       | Bus      | Cache              | XD | 64 | HT | ST  | VT | Core       |
| ---------------- | -------------- | ------ | ---- | -------- | ----- | -------------- | ------- | ---------- | -------- | ------------------ | -- | -- | -- | --- | -- | ---------- |
| Pentium D 820    | 28 maggio 2005 | 775    | 2    | 2,8 GHz  | 14x   | 90 nm 230 mil. | 1,4 V   | 95 W       | 800 MHz  | L1=2x16KB L2=2x1MB | Sì | Sì | No | Sì  | No | Smithfield |
| Pentium D 830    | 28 maggio 2005 | 775    | 2    | 3,0 GHz  | 15x   | 90 nm 230 mil. | 1,4 V   | 130 W      | 800 MHz  | L1=2x16KB L2=2x1MB | Sì | Sì | No | Sì  | No | Smithfield |
| Pentium D 840    | 28 maggio 2005 | 775    | 2    | 3,2 GHz  | 16x   | 90 nm 230 mil. | 1,4 V   | 130 W      | 800 MHz  | L1=2x16KB L2=2x1MB | Sì | Sì | No | Sì  | No | Smithfield |
| Pentium EE 840   | 28 maggio 2005 | 775    | 2    | 3,2 GHz  | 16x   | 90 nm 230 mil. | 1,4 V   | 130 W      | 800 MHz  | L1=2x16KB L2=2x1MB | Sì | Sì | Sì | Sì  | No | Smithfield |
| Pentium D 805    | 27 luglio 2006 | 775    | 2    | 2,66 GHz | 20x   | 90 nm 230 mil. | 1,4 V   | 95 W       | 533 MHz  | L1=2x16KB L2=2x1MB | Sì | Sì | No | No  | No | Smithfield |
| Pentium EE 955   | 27/dic/2005    | 775    | 2    | 3,46 GHz | 13x   | 65 nm 376 mil. | 1,27 V  | 130 W      | 1066 MHz | L1=2x16KB L2=2x2MB | Sì | Sì | Sì | No  | Sì | Presler    |
| Pentium D 920    | 5 gennaio 2006 | 775    | 2    | 2,8 GHz  | 14x   | 65 nm 376 mil. | 1,27 V  | 95 W       | 800 Mhz  | L1=2x16KB L2=2x2MB | Sì | Sì | No | Sì* | Sì | Presler    |
| Pentium D 930    | 5 gennaio 2006 | 775    | 2    | 3,0 GHz  | 15x   | 65 nm 376 mil. | 1,27 V  | 95 W       | 800 Mhz  | L1=2x16KB L2=2x2MB | Sì | Sì | No | Sì* | Sì | Presler    |
| Pentium D 940    | 5 gennaio 2006 | 775    | 2    | 3,2 GHz  | 16x   | 65 nm 376 mil. | 1,27 V  | 95 W 130 W | 800 Mhz  | L1=2x16KB L2=2x2MB | Sì | Sì | No | Sì* | Sì | Presler    |
| Pentium D 945    | 5 gennaio 2006 | 775    | 2    | 3,4 GHz  |       | 65 nm 376 mil. | 1,27 V  | 95 W 130 W | 800 Mhz  | L1=2x16KB L2=2x2MB | Sì | Sì | No | Sì* | Sì | Presler    |
| Pentium D 950    | 5 gennaio 2006 | 775    | 2    | 3,4 GHz  | 17x   | 65 nm 376 mil. | 1,27 V  | 95 W 130 W | 800 Mhz  | L1=2x16KB L2=2x2MB | Sì | Sì | No | Sì* | Sì | Presler    |
| Pentium EE 965   | 22 marzo 2006  | 775    | 2    | 3,73 GHz | 14x   | 65 nm 376 mil. | 1,27 V  | 130 W      | 1066 MHz | L1=2x16KB L2=2x2MB | Sì | Sì | Sì | No  | Sì | Presler    |
| Pentium D 960    | 2 maggio 2006  | 775    | 2    | 3,6 GHz  | 18x   | 65 nm 376 mil. | 1,27 V  | 95 W 130 W | 800 MHz  | L1=2x16KB L2=2x2MB | Sì | Sì | No | Sì  | Sì | Presler    |

* A causa di problemi nella produzione iniziale, le prime versioni di tali processori avevano la tecnologia SpeedStep disabilitata. Dal 7 aprile 2006 sono arrivate le versioni complete qui illustrate.

## La fine del Pentium D
Intel nel primo trimestre del 2007 sospese la produzione dei modelli 950 e 960 del Pentium D, seguiti a ruota, il mese successivo dal 940 e dall'830. Il 915 terminò la sua vita ad aprile e, di lì a poche settimane, stessa sorte toccò all'840. Per quanto riguardava il modello 820 invece, il suo pensionamento avvenne a febbraio.

## Il successore
A partire da luglio 2006, Intel rimpiazzò completamente tutta la sua offerta di processori per il settore desktop grazie ai nuovi Core 2 Duo Conroe, basati su una nuova architettura in grado fornire prestazioni decisamente più alte a fronte di consumi ridotti di circa il 50%.